# Peperomia recurvata
Peperomia recurvata är en pepparväxtart som först beskrevs av Carl Ludwig von Blume, och fick sitt nu gällande namn av Friedrich Anton Wilhelm Miquel. Peperomia recurvata ingår i släktet peperomior, och familjen pepparväxter. Inga underarter finns listade i Catalogue of Life.